# Richard Liesche
Richard Liesche (* 19. Februar 1890 in Leuben, Kreis Meißen; † 1. Dezember 1957 in Bremen) war Domkantor und Leitender Kirchenmusiker. Er lebte und arbeitete von 1930 bis zu seinem Tod in Bremen.

## Biografie

### Ausbildung und erste Aufgaben
Liesche war der Sohn eines Gast- und Landwirts. Er besuchte eine Bürgerschule und ein sächsisches Lehrerseminar und wollte dann eigentlich Germanistik studieren. Schon zur Jugendzeit war er ein ausgezeichneter Klavier- und Orgelspieler. Deshalb studierte er am Leipziger Konservatorium Musik: Orgel bei Karl Straube, Klavier bei Joseph Pembaur, Komposition bei Max Reger. 
Er wurde Anfang 1918 Organist an der St.-Nicolai-Kirche in Flensburg, wo er auch Chöre leitete. Er entwickelte eine umfangreiche Tätigkeit und wurde 1929 Landeskirchenmusikdirektor der Evangelisch-Lutherischen Landeskirche Schleswig-Holstein. Zwischenzeitlich war er auch im Thomanerchor und im Konservatorium in Leipzig tätig.

### In Bremen
1929 spielte Liesche in Bremen Orgelwerke von Bach und Reger. 1930 wurde er Leiter des Bremer Domchores und Organist der Domgemeinde. Sein Schwergewicht in der künstlerischen Arbeit lag bei den Komponisten Bach und Brahms. Die Bremer Bachfeste von 1931, 1939 und 1951 in Bremen wurden von ihm gestaltet. Er setzte sich aber auch für die zeitgenössische Kirchenmusik ein wie von Hans Chemin-Petit, Johann Nepomuk David, Hugo Distler, Karl Gerstberger, Heinrich Kaminski, Frank Martin, Karl Marx, Hans Friedrich Micheelsen, Albert Moeschinger, Rudolf von Oertzen, Ernst  Pepping, Günter Raphael, Kurt Thomas, Fritz Werner oder Erwin Zillinger.
Seit 1933 war Liesche Landeskirchenmusikwart. Mit dem Domchor war er oft auf Konzertreisen. So trat der Domchor unter ihm 1934 seine erste Auslandstournee nach Kopenhagen an, wo er als ein Chor gefeiert wurde, der „auf der gleichen Stufe steht mit den besten Chören der Welt“, so die dänische Presse. Er organisierte Musikabende und Motetten und leitete 1934 ein Bachfest der Neuen Bachgesellschaft. Seit 1934 wurden die von ihm eingeführten Singesonntage regelmäßig am Donnerstag durchgeführt. 
Liesche verweigerte trotz Drängen des Landesbischofs Heinz Weidemann den Beitritt zur NSDAP. Andererseits musste er und der Bremer Domchor 1933 auch für Veranstaltungen des Kampfbundes für die Deutsche Kultur spielen und regelmäßig auf Veranlassung des Dompredigers Weidemann zu Jahrestagen wie Hitlers Machtergreifung und zu dessen Geburtstag. Er spielte auch „Nordische Konzerte“ und die Uraufführung des Oratoriums „Saat und Ernte“ von Kurt Thomas. Zur Truppenbetreuung während des Zweiten Weltkrieges wurde er und der Chor auf Tourneen nach Frankreich, Belgien und den Niederlanden eingesetzt. Auf bitten von Pastor Gustav Greiffenhagen von der Bekennenden Kirche traten er und der Chor Ostern 1944 zu Konzerten in Rügenwalde, Stargard, Kolberg, Belgard, Stolp und Lauenburg mit Liedern wie u. a. Verleih uns Frieden gnädiglich, Ich wollt, dass ich daheime wär und Bachs Motette Singet dem Herrn ein neues Lied.  Kapellmeister Frithjof Haas, ein „Halbjude“, schrieb 1945 an Liesch:  „Darüber hinaus haben Sie sich auch nicht gescheut, mir die Domorgel voll und ganz zum Studium zur Verfügung zu stellen. Sie und ich wissen, welches Risiko Sie damit eingingen“. „Sie haben damit bewusst zum Ausdruck gebracht, dass Sie sich diesen menschenunwürdigen Prinzipien des vergangenen Hitler-Regimes in keiner Weise anschließen wollten. Es drängt mich, dies hier noch einmal deutlich zum Ausdruck zu bringen, da ich zu meinem Bedauern hören musste, dass man Ihre eindeutige Einstellung  gegen den Nationalsozialismus in Zweifel gezogen hat.- Ich finde das umso unverständlicher, als Sie abgesehen von Ihrer allgemein freundschaftlichen Haltung mir gegenüber auch bei kurzen Gesprächen über Politik ... Ihre eindeutige Einstellung ebenso zum Ausdruck brachten ...“.

### Nach dem Krieg
Nach dem Kriege fanden im Juni 1945 Liesches erste Motetten im Nordschiff des Doms statt. Etwa 5000 Menschen nahmen teil, stehend und sitzen auf und zwischen Trümmern. Notgedrungen betätigte er sich 1945/46 auch als „Orgelbauer“ um die vor der Zerstörung selbst ausgebauten Orgelpfeifen wieder einzubauen. Er hatte in dieser Zeit den Vorsitz des Landesverbandes Bremer Tonkünstler und Musiklehrer. Im Juli 1947, nach längeren Verhandlungen mit Vertretern der alliierten Militärregierung, war Liesche an der Gründung der Arbeitsgemeinschaft Bremer Gesangvereine beteiligt. An der 1948 gegründeten Musikschule in Bremen organisierte er die Kirchenmusikabteilung. Er wurde 1949 zum Professor ernannt. 1947 fand ein Bachfest statt, 1950 eine Bachwoche und 1946/1953 die Matthäus-Passion im Dom.
Neben seiner Tätigkeit am Dom leitete er auch den Lehrergesangverein; ihn bildete er 1952 zum gemischten Chor um. Während seiner Krankheit und nach seinem Tod setzte Domorganist Wilhelm Evers seine Arbeiten fort, bis Hans Heintze 1958 die Nachfolge als Domorganist antrat.

## Werke
- Bach-Fest in Bremen vom 4.–11. September 1947. Programmheft. (Leitung: Richard Liesche), Lloyd-Druckerei W. Bauer, Bremen 1947
- Gustav Knak (Mitarbeit): Choralbuch zum Einheitsgesangbuch der evangelisch-lutherischen Landeskirchen in Schleswig-Holstein-Lauenburg, Hamburg, Mecklenburg-Schwerin, Lübeck, Mecklenburg-Strelitz, Eutin; Heliand-Verlag, Bordesholm 1930

## Ehrungen
- 1949 wurde Liesche vom Bremer Senat zum Professor ernannt.
- In Bremen-Kattenesch ist die Richard-Liesche-Straße nach ihm benannt worden.